# Kabyss

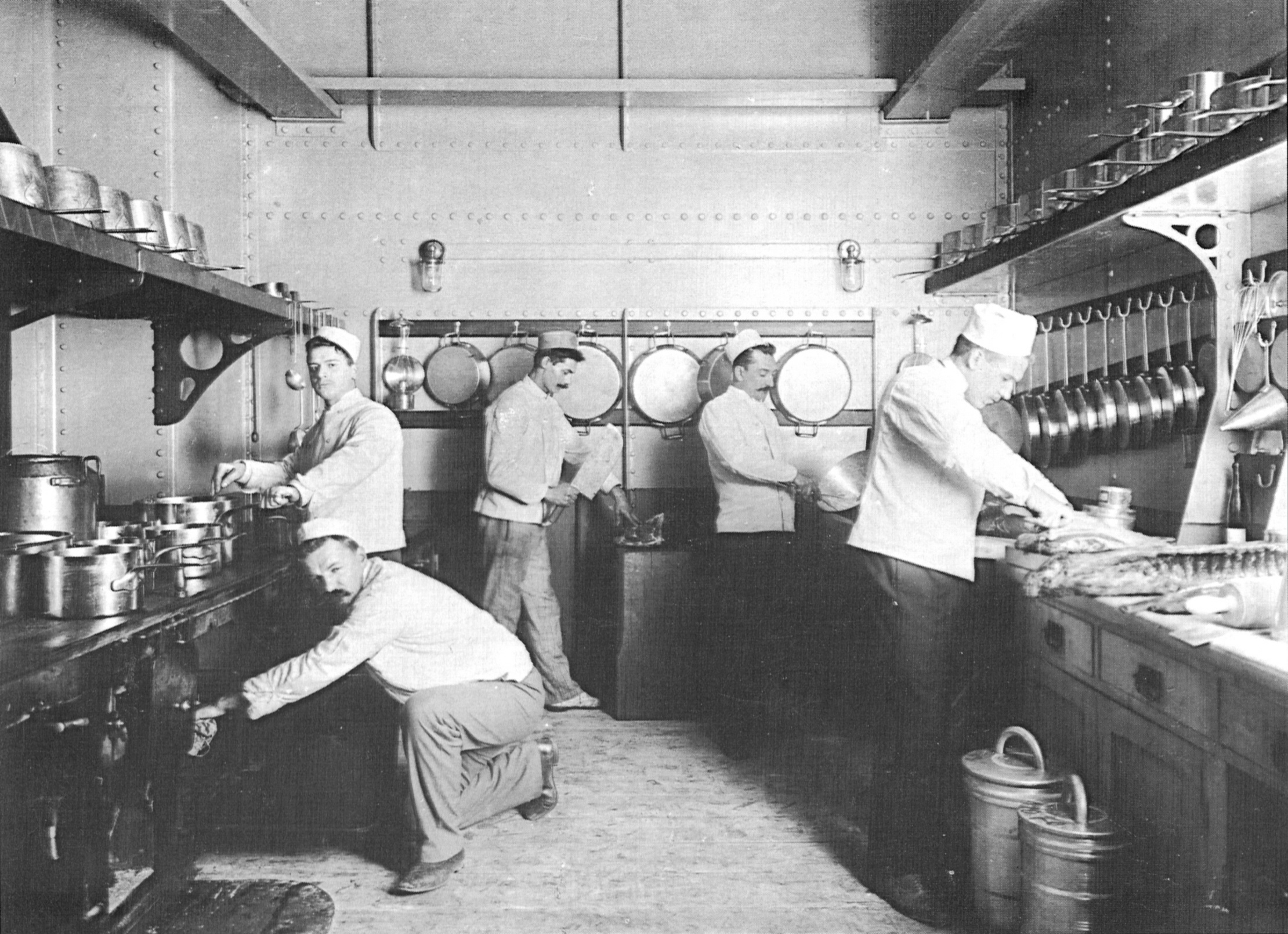
Kabyssen på S/S Africa, tidigt 1900-tal.

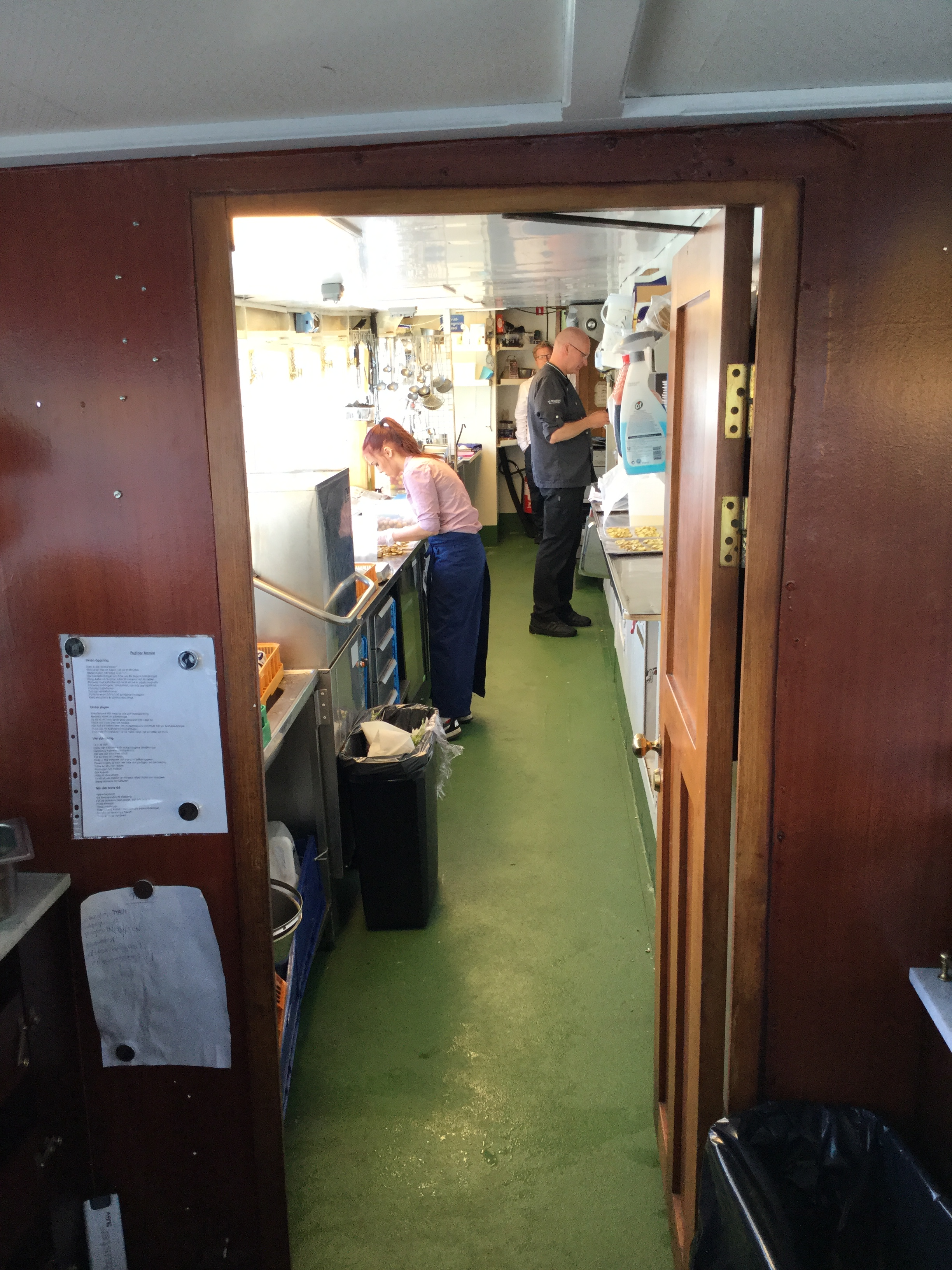
Kabyssen på S/S Drottningholm, foto från 2017.

Kabyss, även byssa  (slang), är köket på ett fartyg eller flygplan, ett utrymme ombord där man anrättar förplägnad (mat och dryck) till besättning och passagerare.
På båtar kallar man utrymmet för pentry. Detta ord kan även användas i för en liten köksavdelning i exempelvis en mindre lägenhet. Ett annat ord i detta sammanhang är kokvrå.